# 松平宗衍
松平 宗衍（まつだいら むねのぶ）は、江戸時代中期の大名。出雲国松江藩6代藩主。官位は従四位下・出羽守、侍従、左近衛権少将。雲州松平家6代。

## 生涯
享保14年（1729年）5月28日、5代藩主・松平宣維の長男として誕生した。幼名は幸千代。母は中務卿邦永親王の娘で宣維の継室の岩宮（光子女王、天岳院）。なお、生まれた日を18日とする説もある。
享保16年（1731年）10月13日、宣維の死により家督を継いだ。また、幸千代が幼かったこともあり、幕府は福井、明石、前橋といった越前松平家一族に後見を命じ、藩政は家老による合議制が取られることになった。享保の大飢饉（1731年末より1732年）やその後も災害、享保大一揆が発生し、藩財政は窮迫することになる。
寛保2年（1742年）12月11日に幸千代は元服し、8代将軍・徳川吉宗から偏諱を授かって宗衍と名乗り、従四位下に叙位され、侍従に任官、のち出羽守を兼任した。
成長した宗衍は延享4年（1747年）に家老による合議制を廃止し、「御直捌」（おじきさばき）:233と呼ばれる藩主親政を行うこととした。中老小田切尚足（小田切備中）を補佐役に登用し、御趣向の改革（ごしゅこうのかいかく、延享の改革）と呼ばれる積極的な財政振興策を執った。改革は一部成功するものの、相次ぐ天災、藩内で改革に対する反対派が力を盛り返したため、宝暦2年（1752年）に改革は停止されて尚足は失脚した。宝暦5年（1755年）11月26日に、宗衍は左近衛権少将に転任している（出羽守は元のまま）。
宝暦10年（1760年）、幕命により比叡山延暦寺山門の修築の普請手伝いを命じられる。重臣たちはこの普請手伝いの失敗で藩領半減も覚悟していたが、小田切尚足や朝日茂保を仕置役に任命することで滞りなく成就している:229。もっとも、普請手伝いは乗り切ったものの、藩財政が窮乏を究めていたのも事実であり、周囲からは「雲州様滅亡」とまで噂されたと言う。
明和4年（1767年）11月27日、財政窮乏の責任を取り、次男の治郷に家督を譲って隠居した。この時、治郷の後見役に当時還暦も過ぎていた朝日茂保を指名し、仕置役への復帰を命じている:229。同日、出羽守から主計頭に転任した。安永6年（1777年）11月28日、入道して南海を号す。天明2年（1782年）10月4日に死去した。享年54。
天徳寺（東京都港区虎ノ門）に葬られたが、後に月照寺（島根県松江市）に移葬されている。

## 御趣向の改革
「趣向」とは、財政再建の企画や新規政策の意であり、宗衍は小田切尚足を始めとして「趣向」を持った中級、下級藩士を数多く登用した。改革の内容は、小田切尚足が宝暦3年（1753年）に記した『報国』に詳しく書かれており、40箇条の政策が記されている:233。以下に代表的な策を挙げる。
資金調達策
才覚
「才覚」は当時の言葉で資金調達の意味。
当時の松江藩は地元商人から融資を受けていたが、財政状況の悪化に伴い、その融資も停止していた。そこで、年貢を担保にして、大坂、京都、尾道などの金融商人の融資を受けた。
泉府方の設置:234
泉府方は、藩営の金融機関。
藩内の豪商や豪農から出資を募り、資金を1割5分の利息で貸し付け、利潤を藩と資金提供主とで折半する。
義田方:234
年貢を一括して先納した場合、一定期間免税するという制度。
新田方:234
新田方は新田を開発する役所。開発した新田は一定期間の免税権と共に売却された。
産業振興策
木苗方（きなえかた）
商品作物の研究、普及を行い新作業を興す役所。
ハゼノキ、薬用人参、木綿、煙草といった特産品の栽培が行われるようになった。
木実方（きのみかた）:234
ハゼノキの栽培と、ハゼの実から和蝋燭を製造する役所。
和蝋燭は専売であり、藩内の需要を満たすにとどまらず、他藩へ輸出され大きな利益となった。
釜甑方（ふそうかた）:234
宝暦6年（1756年）頃に設置された鍋、釜、包丁といった鉄製品を作って専売する役所。
もともと中国山地のたたら製鉄は、日本全国の総需要の大半をまかなえる規模であったが、原材料のままではなく、加工品として付加価値を加えて販売した。
文教政策
文学所の開設:234
寛延元年（1748年）、荻生徂徠の弟子である宇佐美恵助を江戸藩邸に招いて文学所を開設した。
文明館の設立
宝暦8年（1758年）に藩校である文明館（松江市母衣町）を設立した。
改革の頓挫は、資金不足、債務超過の状態になったためと考えられている。泉府方は、発足3年目で元利償還への不安から資金回転が行き詰まっている:236。

## 人物・逸話

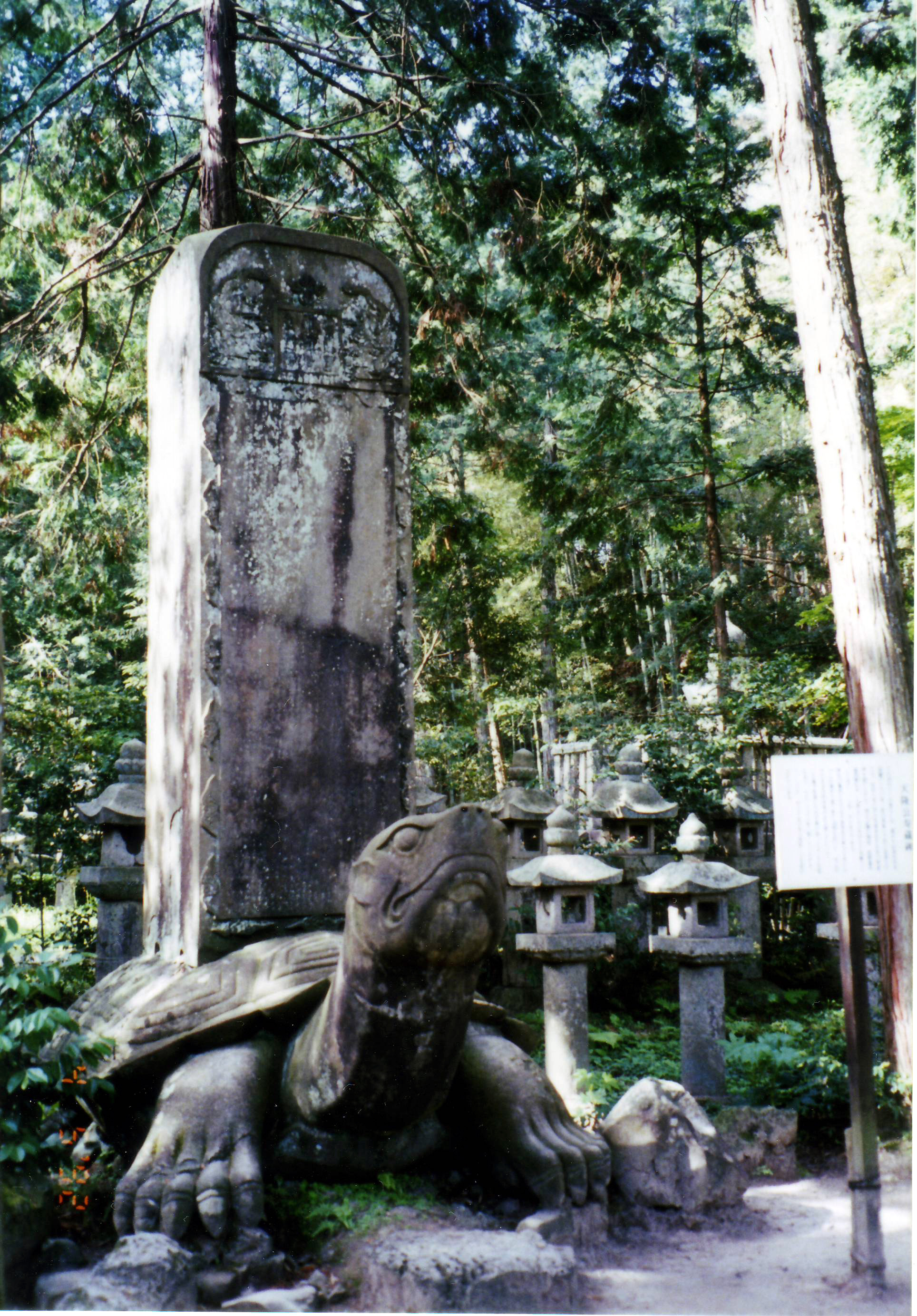
大亀伝説の残る寿蔵碑

隠居してからの宗衍は奇行を繰り返したため、以下のように奇行にまつわる逸話が多い。
- 家臣に命じて色白の美しい肌の女を連れて来させては、その女性の背中に花模様の刺青を彫らせて薄い白色の着物を着せた。着物からうっすらと透けて浮き上がってくる背中の刺青を見て喜んだといわれる。刺青を入れられた女性は「文身（いれずみ）侍女」と呼ばれて江戸の評判になったが、年をとって肌が弛んでくると宗衍は興味を失い、この侍女を家臣に与えようとした。しかし誰も応じず、仕方なく1000両を与えるからとしても誰も応じなかったという[5][6]。
  - 横溝正史の時代小説シリーズ『人形佐七捕物帳』の1編「女刺青師」に登場する松平相模守は腰元の背中に刺青を彫らせて喜ぶが、このモデルとなったのは宗衍だと考えられている[7]。
- 江戸の赤坂にある藩邸の一室に、天井から襖まで妖怪やお化けの絵を描いた化け物部屋を造り、暑い夏の日は一日中そこにいた。見聞集『江戸塵拾』、『当代江戸百化物』でも「雲州松江の藩主松平出羽守」の名前が挙がっている[8]。
- 参会者が全員、裸で茶を飲む裸茶会を開催している[6]。
- 『赤蝦夷風説考』などの著書で知られる医師・経世家（経済学者）である工藤平助との交流の話が残る。
- 松浦清の随筆『甲子夜話』正篇巻之五十一には、松平南海が退屈を紛らわすために長身力士の釋迦ヶ嶽雲右エ門を化物に扮装させて、芝高輪（現・高輪）の貧乏医者をからかった旨の記述がある。
- 月照寺にある宗衍の廟所に寿蔵碑があり、大亀の石像が土台となっている。この石亀が夜な夜な松江の街を徘徊したという伝説があり、後年、松江に滞在したラフカディオ・ハーンが随筆『知られざる日本の面影』（Glimpses of Unfamiliar Japan, 1894年）で紹介している。
- 隠居後の宗衍の奇行を題材にして谷津矢車が小説「雲州下屋敷の幽霊」（『オール讀物』2016年12月号掲載）を執筆している[9]。

## 系譜
- 父：松平宣維（1698年 - 1731年）
- 母：光子女王（岩宮、天岳院） - 邦永親王王女
- 正室：常 - 松平明矩娘
- 側室：歌木（大森氏）
  - 次男：松平治郷（1751年 - 1818年）
- 生母不明の子女
  - 男子：松平衍親（松平雪川）
  - 男子：蒔田定静
  - 女子：五百 - 稲葉正諶正室
  - 女子：幾百（幾万、蓮池院） - 朽木昌綱正室